# Morinda rosiflora
Morinda rosiflora är en måreväxtart som beskrevs av Y.Z.Ruan. Morinda rosiflora ingår i släktet Morinda och familjen måreväxter. Inga underarter finns listade i Catalogue of Life.